# Oberonia lycopodioides
Oberonia lycopodioides là một loài thực vật có hoa trong họ Lan. Loài này được (J.König) Ormerod mô tả khoa học đầu tiên năm 1995.